# 真定之戰
真定之戰發生於明朝建文元年八月（1399年），是靖難之役時在真定（今河北正定）進行的一場戰役。
明太祖晚年殺戮功臣太甚，導致明惠帝手下缺乏將才可用，建文元年七月（1399年）燕王朱棣起兵靖難，朝廷僅能派65歲的長興侯耿炳文率兵北上討伐，佩征北大將軍印，號稱30萬人（實際上仅13万）。耿炳文率領的中央軍在八月十二日駐真定，其部下潘忠、楊松率兵駐鄚州（在今河北任丘），以先鋒9000人據守雄縣。燕軍趁中秋之夜突襲雄縣，又擊敗了援兵，潘忠、楊松被執，燕軍攻陷鄚州。此時中央軍主力屯于滹沱河南北两岸，朱棣遂遣还耿部降将张保謠傳燕軍將下真定，诱其南岸屯军移营北岸。耿炳文移營時，燕軍前來攻擊，結果中央軍大敗，部將李堅、甯忠、顧成被執，斬首3萬餘級，获马2万餘匹。炳文殘軍入真定城，堅守不出。朱棣攻城三日，一直沒有攻下，於是對諸將說：「攻城下策，徒曠時日，鈍我士氣。」遂解圍而去。敗訊傳至南京，惠帝接受黃子澄的建議，撤換耿炳文，以曹國公李景隆接任，齊泰堅決反對，但惠帝不聽，調兵五十萬人伐燕，結果仍是屢戰屢敗。